# José María Plácido Caamaño

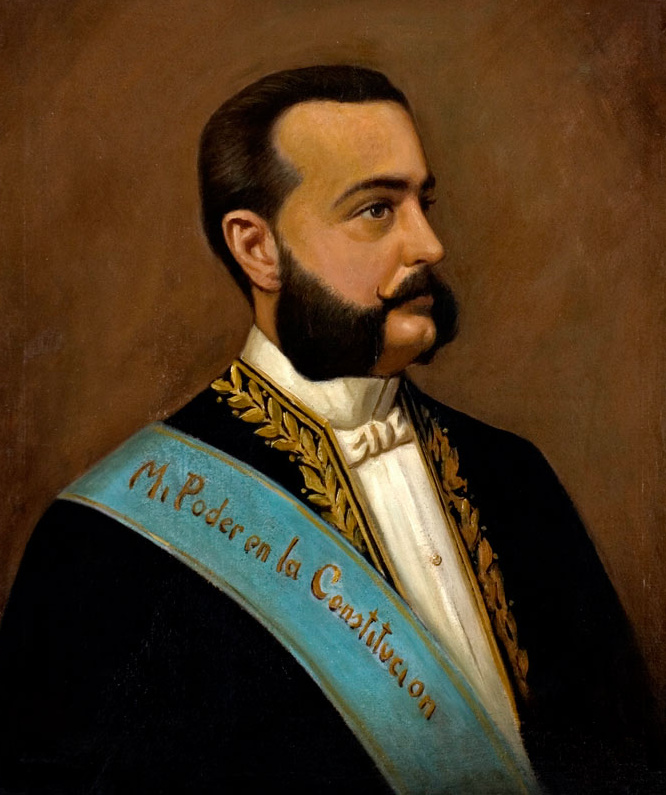
José María Plácido Caamaño

José María Plácido de la Trinidad Caamaño y Gómez Cornejo (Guayaquil, 5 oktober 1837 - 1901) was een Ecuadoraans politicus.
José María Plácido Caamaño was een rooms-katholiek en gematigd liberaal politicus. Hij was een tegenstander van militaire dictaturen en de voortdurende staatsgrepen en opstandige officieren. Op 23 november 1883 werd Caamaño, na een revolte, waarnemend president van Ecuador, op 10 februari 1884 volgde zijn inauguratie als president. Samen met zijn aanhangers, verenigd in de Partido Progresista, probeerde hij, naast de bestaande Partido Conservador Ecuatoriano en de Partido Liberal, een derde "ideologie" te stichten, gebaseerd op zowel de katholieke leer en het liberalisme. In Caamaño's ogen - en die van zijn opvolgers van de Partido Progresista - was naleven van de (grond)wet noodzakelijk voor stabiliteit. Ook betere educatie stond ook hoog op Caamaño's agenda. Hij liet Salesianen uit Europa komen om het onderwijs te moderniseren.
Zijn belangrijkste verdienste is dat hij de peso (nog stammend uit het koloniale tijdperk) verving door de sucre (1884).
Na zijn aftreden als president (1 juli 1888) bleef hij achter de schermen een grote politieke invloed uitoefenen op zijn opvolgers, Antonio Flores Jijón (1888-1892) en Luis Cordero Crespo (1892-1895) (eveneens lid van de PP).
José María Plácido Caamaño overleed in 1901.